# Fi Sigma Alfa
Fi Sigma Alfa (ΦΣΑ) és una Fraternitat Social establerta a Puerto Rico des de 1928. Millor coneguda com La Sigma, la fraternitat pot portar els seus orígens fins al 1898.

## Història

### Els orígens (1898-1928)
La Fi Lambda Alfa va ser fundada a Nova York l'11 de juny de 1921 com a resultat de la unió de tres societats: Unió Hispà Americana (Institut Politècnic de Rensselear de Troy Nova York, 1898, la més Antiga societat estudiantil llatinoamericana als Estats Units); Fraternitat Pi Delta Fi (Institut de Tecnologia de Massachusetts, 1916); Fraternitat Fi Lambda Alfa (Universitat del Sud de Califòrnia, Berkeley 1919).
Després d'Organitzada la Fi Lambda Alfa se li van adherir a aquesta les següents societats, El Club Llatí-Americà (1919) de l'Escola de Mines de Colorado; La Federació Llatí-Americana (1926) de la Universitat de Colúmbia fent el seu ingrés en 1928; El Club Hispania (1929) de la Universitat de Cornell ingressant en 1931; El Club Hispà-Americà (1921) del Col·legi de Tri State a Angola ingressant en 1929 i El Capítol Militant Alfa Tenoxtitlan (1929) constituït per antics membres de la Fi Lambda Alfa a Mèxic.
La Sigma Iota va sorgir en Baton Rouge, La., el 2 de març de 1912 anteriorment cridats la Societat Hispà Americana, que va sorgir a la Universitat de Louisiana en 1904. La Sigma Iota i la Fi Lambda Alfa es van fondre en la Fi Iota Alfa en 1931. En 1932 es va reorganitzar la Fi Iota Alfa, establint un organisme superior denominat Unió Llatí-Americana, dividint els països de l'Amèrica Llatina en Zones.

### La Sigma (1928-1934)
La Fraternitat Sigma Delta Alfa (Societat d'Amics), organitzada per tretze estudiants de la Universitat de Puerto Rico en reunió que van celebrar en la Glorieta Fabián del recinte a les 4:00pm de la tarda del dia 22 d'octubre de 1928. Es van traçar com a normes de la naixent Fraternitat el:
- 1- Fomentar el companyerisme i la cooperació entre els membres.
- 2- Aixecar l'esperit universitari.
- 3- Esbarjo social.
- 4- Donar ajuda pecuniària als socis.

Originalment es va suggerir el nom de Kappa Delta Alfa, però ràpidament va ser canviat aquest pel de Sigma Delta Alfa. Animava a aquells estudiants un esperit emprenedor i ambiciós, les seves ments estaven plenes d'idees lluminoses i la fe que tenien en el moviment que estaven organitzant els va fer pensar immediatament a establir una casa per a la Fraternitat. Tal era la fe i l'optimisme que posseïen que un mes més tard estaven totes les gestions realitzades i la Fraternitat celebrava la seva reunió del 5 de desembre a la Casa Capitular.
La Sigma Delta Alfa va gaudir per molts anys de certa supremacia sobre les altres organitzacions universitàries. Els seus membres ostentaven anualment els llocs de Director de l'anuari, President de la Classe de Quart Any, President de la Societat Atlètica i Comandant de Batalló de R.O.T.C., els quatre llocs més importants dels exercits pels estudiants per aquell temps. Tota activitat afavorida per l'administració era consultada amb el president del Capítol de Riu Pedres. La Fraternitat no es va limitar a les dependències universitàries de Riu Pedres i va organitzar en 1929 el Capítol Beta en el Col·legi de Mayagüez per tant l'original serà reconegut com l'Alfa.
Com no existia un capítol organitzat pels membres passius, aquests solien assistir amb regularitat a les reunions dels capítols universitaris, amb la qual cosa exercien influència directa sobre aquests i feien que els seus membres adquirissin maduresa mental en els assumptes de la Fraternitat. Les reunions eren sempre nodrides, interessants i plenes d'esperit fraternal.

### L'organisme (1934-1939), ULA
La Fraternitat Fi Sigma Alfa va tenir la seva primera reorganització amb la unió que fessin el Capítol Militant Alfa Boriquén de la Fraternitat Fi Iota Alfa amb la Fraternitat Sigma Delta Alfa de la Universitat de Puerto Rico en 1934. La Zona de Puerto Rico va quedar organitzada en constituir-se el Capítol Militant amb seu en Sant Joan. El Capítol Militant Alfa Boriquén va ser organitzat en San Juan (Puerto Rico), el 4 de març de 1934 per antics membres de la Fi Iota Alfa, fraternitat que va sorgir a la vida amb el motiu de la unió efectuada per la Fi Lambda Alfa i la Sigma Iota el 26 de desembre de 1931. Per aquest motiu molts membres dels quals van formar part del referit capítol eren membres de la Fi Lambda Alfa, i uns altres eren de la Sigma Iota, mentre que els més joves eren de la Fi Iota Alfa i Sigma Delta Alfa.
En aquestes condicions va sorgir el moviment per fusionar la Sigma Delta Alfa amb el Capítol Militant Alfa Boriquén de la Fraternitat Fi Iota Alfa. No va ser obra fàcil l'aconseguir aquesta fusió, puix que hi havia molts dels membres de la Sigma Delta Alfa als qui dolia veure-la modificar-se després d'haver tingut aquesta tan brillant història. Però decidida que va ser la fusió, es va acceptar que tots mantindríem l'esperit i honor de ser Sigma, respectant les bases que la van desenvolupar. Tots van reconèixer una identitat mateixa, sense reserves mentals de cap classe, i els mateixos que abans s'oposaven van saber pegar-li l'espatlla a la reorganització que crearia la Zona Fi Sigma Alfa de la Unió Llatí Americana (diumenge 30 de setembre de 1934) per posar-la a caminar.
No es va establir un organisme central que coordinen els treballs dels capítols sinó que el Capítol Militant funcionava com a superior als dos capítols universitaris, però no exercia control directe. Després es va decidir crear un organisme superior i es va redactar una nova constitució ben detallada per la qual es creava un organisme denominat Directiva de Zona, al mateix temps que s'autoritzava la creació de nous capítols Militants radicats en Ponce i Mayagüez. Aquests Capítols van ser organitzats i van treballar per espai d'algun temps, però a causa del difícil que es feia el reunir-se van ser dissolts i alguns dels seus membres van fer el seu ingrés en el capítol Militant de Sant Joan mentre que uns altres van quedar passius, cooperant de tant en tant amb els capítols universitaris.
La Zona Fi Sigma Alfa va seguir laborando i desenvolupant-se, arribant a ser considerada com la millor organitzada de totes les que componien la Unió Llatí Americana. Any rere any es mantenia correspondència contínua amb els capítols entre ells la:
- Zona Fi Iota Alfa (Estats Units d'Amèrica)
- Zona Fi Kappa Alfa (Cuba)
- Zona Fi Tau Alfa (Mèxic)

En repetides ocasions va haver-hi discussions amb altres capítols i zones respecte a ideals de la Fraternitat i al status de la zona de Puerto Rico. El nostre esperit conservador, el qual hi havia fet possible el nostre ràpid desenvolupament, es trobava en pugna moltes vegades amb els "esclats polítics" d'alguns capítols del Nord per la qual cosa insistim diverses vegades a celebrar una Convenció General per dilucidar els assumptes.
Se celebro la tan desitjada convenció en Sant Joan els dies 7 i 8 de gener de 1938. Van assistir a la mateixa delegacions de Cuba, Estats Units i Puerto Rico. Desgraciadament no es va poder arribar a un acord respecte al punt principal a discutir relatiu a l'ideal de la Fraternitat, quedant l'assumpte en les mateixes condicions que abans.
Passada la convenció, cada zona va considerar l'assumpte individualment, resolent la Zona dels Estats Units que els ideals de l'O.L.A. (PanAmericanismo ressaltar el nacionalisme i la unificació de Llatí Amèrica per mitjà d'un sistema confederat) demandaven de cadascun dels seus socis una declaració oberta pro-independència de Puerto Rico i que els que no estaven conformes amb això no podien seguir dins de la Fraternitat. La Zona de Cuba no va prendre cap acord i van acatar la decisió de la Zona dels Estats Units.
Puerto Rico va rebutjar de plànol l'anterior decisió perquè no havia estat el nostre ànim, ni existit en les nostres ments, tal estat de coses. Mai s'havia considerat un status polític dau com a necessari per a la bona marxa de la Fraternitat, i es va considerar la intromissió d'assumptes polítics com detrimental. El 25 de setembre de 1938 la Zona Fi Sigma Alfa de Puerto Rico es va retirar de la Unió Llatí Americana.

### L'Era de creixement (1939-1964)
Com la Zona Fi Sigma Alfa estava organitzada sobre bases fortes, d'amistat sincera, companyerisme insuperable i sobretot, amor a la Sigma, no sentim cap efecte amb tal separació. Els antics membres de la Fi Iota Alfa i els de la Sigma Delta Alfa ja havien deixat les seves "velles vestidures" i eren tots i cadascun d'ells un Fi Sigma Alfa, més conegut com a Sigma, orgullosos de la seva Fraternitat. I la Zona va seguir treballant com si res hagués passat, treballant això sí, en els plans de reorganització d'aquesta, a tenor amb les idees i normes que sempre havíem tingut.
Igual que els membres de la Sigma, va haver-hi una gran majoria dels membres del Capítol de la Fi Iota Alfa de la Universitat de Louisiana els qui descontents amb el caràcter donat a la seva fraternitat van decidir deslligar-se d'aquesta, organitzant en el mes d'abril de 1939 la Fraternitat Sigma Iota Alfa composta d'estudiants llatins d'aquesta universitat. Com era d'esperar-se aquesta nova agrupació va ser rebut amb recel per les altres organitzacions fraternals llatines en el camp universitari i van tractar de posar tots els obstacles possibles per evitar el seu progrés. No important l'oposició la nova organització va aconseguir imposar-se sobre les altres i va aconseguir un ràpid i espontani reconeixement, per la seva bona labor, de part de les autoritats universitàries. Estant la Fi Sigma Alfa organitzada a Puerto Rico amb ideals similars als de la Sigma Iota Alfa a Louisiana, i sent ambdues organitzacions el producte de gairebé idèntiques fraternitats antecessores, van sorgir immediatament les negociacions per fusionar ambdues fraternitats en una sola, compacta, fort i sincera en els seus ideals. Això va ser acordat en una convenció celebrada el 10 de setembre de 1939 a la Universitat de Puerto Rico, organitzant-se allí la Fraternitat Sigma amb les seves ramificacions Zona Fi Sigma Alfa a Puerto Rico i Zona Sigma Iota Alfa a Louisiana (després es va cridar Zona Fi Sigma Beta i va incloure altres universitats del nord).
La Fraternitat Sigma va quedar regida per una Secretaria General composta per un secretari, tresorer i un cos de consellers format per representants de tots els capítols organitzats de la Fraternitat i residents a Puerto Rico. Aquesta Secretaria General tindria al seu càrrec el control de la Fraternitat, manteniment de relacions cordials entre les noves zones organitzades i gestionar la creació d'altres noves. També tindria a càrrec la interpretació de qualsevol dubte respecte a la constitució, així com l'organització de les convencions generals de cada any.
La Zona Fi Sigma Alfa va quedar organitzada per una junta directiva de la Zona, el capítol Militant Alfa Boriquén de Sant Joan, i dos capítols universitaris, un en O.P.R. Rio Pedres i un altre en el C.A.A. m. de Mayagüez. Anys més tard es van reorganitzar els capítols militants de Ponce i Mayagüez els que va caldre descontinuar per motiu de la Segona Guerra Mundial.
La Zona Sigma Iota Alfa (Fi Sigma Beta) va quedar composta pel capítol Alfa a la Universitat de Louisiana. Després, l'any 1941 va ser organitzat el capítol Beta, radicat a la ciutat de Baltimore, Maryland; compost d'estudiants de les universitats properes (Georgetown, Universitat de Maryland, Universitat de Baltimore, Johns Hopkins, George Washington, etc.).
En 1947 va sorgir a la Universitat de Puerto Rico un moviment en contra les fraternitats, titllant a aquestes d'antisocials, exclusivistes i altres coses mes. El moviment prenc increment i fins as va arribar a aprovar una llei per la Legislatura de Puerto Rico ordenant la reglamentació de les fraternitats per prohibir-los la selecció de candidats i obligar-los a acceptar a tots els estudiants que expressin els seus desitjos d'ingressar a ella. Després de donar un seriós estudi a la situació, la Zona Fi Sigma Alfa va resoldre en convenció extraordinària el 4 de maig de 1947 dissoldre els seus capítols universitaris de Riu Pedres i Mayagüez, retirant-se així oficialment de la Universitat. En un manifest que fos publicat en la premsa del país, aclarint la posició de la fraternitat davant tal situació es va fer el següent aclariment:
"Davant la situació actual la Fraternitat Sigma, sent com és una institució internacional les activitats cíviques de la qual, culturals, humanitàries i educatives transcendeixen els límits de la Universitat de Puerto Rico, considera que seria impossible complir amb els postulats de la seva Constitució si hagués d'admetre la intervenció i la reglamentació que se li pretén imposar. Per tal raó és que amb gran pesar que anunciem la nostra desvinculació immediata de la Universitat de Puerto Rico, mitjançant la dissolució dels capítols Alfa i Beta universitaris en Riu Pedres i Mayagüez respectivament."
Els anys van demostrar la creixent dificultat de mantenir una Zona als Estats Units i pretendre que funcionés tan ben com la de Puerto Rico. Va sorgir un moviment reformista que va culminar en el 1964 amb l'establiment de la Fraternitat Fi Sigma Alfa composta de capítols actius i militants que poden radicar a Puerto Rico, als Estats Units o a l'estranger. Es van eliminar així les Zones.

### L'Era de progrés i adaptacions, 1964
El Baby Boom dels anys post guerra i el desenvolupament econòmic de l'illa estava en tot el seu apogeu i a les universitats es va fer reflectir. Els joves porto-riquenys es matriculaven en grans nombres portant amb si un desenvolupament en les fraternitats que a més de ser proveïdores d'unió entre joves i una fuita als ardus estudis també oferien hostalatge. La SIGMA va gaudir durant les properes dues dècades d'extenses matrícules en els capítols originals i els nous que es començaven a desenvolupar. En apropar-se els anys vuitanta el boom començava a baixar ressorgint dràsticament a la fi d'aquesta dècada i continuant fins als inicis dels noranta.
La dècada del noranta va portar amb si una àrdua persecució cap a les fraternitats, en part motivat per la mort de dos joves cadets del grup quasi fraternal les "Panteres" del ROTC en el CAAM i també una demanda per danys i perjudicis perpetrada contra una altra fraternitat. Això va portar amb si una llei per controlar els processos d'iniciacions i protegir els candidats la qual es manté en l'actualitat en l'article 125 del nou Codi Penal de Puerto Rico. La Sigma, Fraternitat que des de 1959 va prohibir en els seus processos l'ús de la "taujana" s'enorgulleix a haver-hi estat la primera novament a prohibir extensivament i previ l'Art. 125 els actes en contra de la dignitat física i mental del candidat a iniciar-se.
Tots aquests factors han resultat en una reducció de les matrícules dels capítols actius en començar el nou mil·lenni. Actualment les fraternitat es troba renaixent i treballant extensivament per reactivar capítols, que amb els tres grans de Sant Joan, Ponce i Mayagüez busquen atreure a la joventut universitària porto-riquenya a la inigualable vida Sigma.
La Sigma se segueix destacant a través dels anys a l'àrea de treball comunitari i social per mitjà dels capítols actius i militants els quals sempre porten acabo sagnies i activitats de recaptació de fons per a diferents organitzacions. Ens enorgulleix el poder restablir el programa de beques Sigma el qual amb l'ajuda de la comunitat pública i privada porto-riquenya promet oferir-li l'oportunitat d'estudis universitaris a joves d'escassos recursos.

## Beca Sigma
La fundació pro beques Fi Sigma Alfa és una organització sense finalitats de lucre, establerta per oferir-los a la joventut porto-riquenya d'escassos recursos o acadèmicament excel·lent, l'oportunitat de cobrir part de les despeses d'estudis universitaris i uns altres. A través de diferents activitats de la fraternitat, planificades amb el propòsit d'aixecar fons, es busca mantenir sempre un nivell econòmic saludable, per així poder complir amb propòsit de la beca.

## Els capítols

### Puerto Rico
- Alfa Omega Actiu1, Sant Joan
- Epsilon Actiu, Sant Joan
- Alfa Boriquén, Sant Joan
- Beta Actiu, Mayagüez
- Beta Boriquén, Mayagüez
- Delta Actiu, Sant Germán
- Delta Boriquén, Arecibo

- Tau Boriquén, Caguas
- Omicrón Actiu, Aguadilla
- Omicrón Boriquén, Aguadilla
- Gamma Actiu, Ponce
- Gamma Boriquén, Ponce
- Zeta Actiu, Arecibo
- Zeta Boriquén, Sant German
- Ypsilon Boriquén, Yauco

1) El capítol Alfa-Omega Actiu era originalment dos capítols: l'Alfa Actiu a la Universitat de Puerto Rico en Riu Pedres i l'Omega Actiu en el recinte de la Universitat Ineteramericana en Sant Joan

### Estats Units
- Epsilon Columbia Actiu, Miami
- Epsilon Columbia Boriquén, Miami
- Omega Columbia Actiu, Orlando
- Omega Columbia Boriquén, Orlando

### Mèxic
- Alfa Asteca Actiu - Guadalajara

## Membres famosos
- Raúl Juliá, actor
- Luis A. Ferré, Governador de Puerto Rico
- Noel Estrada, compositor
- José Miguel Agrelot, comediant
- Raymond Arrieta, comediant
- William Navas, Sub Secretari de la Marina dels Estats Units
- Luis Somoza Debayle, antic president de Nicaragua